# 青柳延幸
青柳 延幸（あおやぎ のぶゆき、1970年1月31日 - ）は、日本のレコーディング&ミキシング・エンジニア。神奈川県出身。参加作品は、アーティスト、劇伴、ゲーム、CM、など多岐にわたる。

## 作品

### アーティスト
- 森高千里 「STEP BY STEP」(1994)
- 観月ありさ 「ARISA III LOOK」(1994)
- 神森徹也
  - 「GREATEST HITS」(1995)
  - 「So It's a Nice Jam」(1996)
  - 「TOO TIRED」(1997)
- CASCADE
  - 「YELLOW MAGICAL TYPHOON」(1997)
  - 「80*60=98」(1998)
- のっこ 「ベランダの岸辺」(1998)
- Something ELse 「502」(1999)
- 深田恭子 「moon」(2000)
- ポルノグラフィティ
  - 「ロマンチスト・エゴイスト」(2000)
  - 「foo?」(2001)
  - 「雲をも摑む民」(2002)
- ピチカート・ファイヴ 「さ・え・ら ジャポン」(2001)
- 辛島美登里 「Eternal-One」(2001)
- 真心ブラザーズ 「真心」(2001)
- 石嶺聡子 「クロゼット」(2001)
- 郷ひろみ 「MOST LOVED HITS OF HIROMI GO VOL.1,2」(2001)
- TOKIO
  - 「5 AHEAD」(2001)
  - 「glider」(2003)
  - 「ACT II」(2005)
  - 「Harvest」(2006)
  - 「sugar」(2008)
  - 「17」(2012)
  - 「HEART」(2014)
- Nelson Super Project
  - 「Nelson Magic」(2002)
  - 「Nelson Magic DELUXE Edition」(2008)
  - 「Nelson Motown+」(2008)
- ZONE
  - 「O」(2002)
  - 「N」(2004)
  - 「E 〜Complete A side Singles〜」(2005)
- SILVA 「愛のトリマー」(2002)
- V6 「∞ INFINITY 〜LOVE & LIFE〜」(2003)
- CHEMISTRY
  - 「One×One」(2004)
  - 「Hot Chemistry」(2005)
  - 「fo(u)r」(2005)
  - 「ALL THE BEST」(2006)
- Tama
  - 「Great Pleasure」(2005)
  - 「Natural Born」(2007)
- KAT-TUN
  - 「Best of KAT-TUN」(2006)
  - 「cartoon KAT-TUN II You」(2007)
- 平原綾香
  - 「4つのL」(2006)
  - 「そら」(2007)
  - 「What I am」(2013)
  - 「Winter Songbook」(2014)
  - 「Dear Music」(2018)
  - 「LUXE」(2021)
- 織田哲郎 「MELODIES」(2006)
- ROCKETMAN
  - 「愛と海と音楽と」(2006)
  - 「THE SOUND OF MUSIQUE」(2007)
- 大山百合香
  - 「KIND OF BLUE」(2006)
  - 「6 tear drops」(2007)
  - 「COVERS FOR LOVERS」(2008)
- 山田タマル
  - 「回廊」(2006)
  - 「start」(2007)
- 中島美嘉 「YES」(2007)
- Kagrra, 「雫 -shizuku-」(2007)
- エイジアエンジニア 「あぁ素晴らしき日々」(2007)
- JUJU 「Wonderful Life」(2007)
- 中納良恵 「ソレイユ」(2007)
- 新垣結衣 「そら」(2007)
- 堀江由衣 「Darling」(2008)
- 鈴木亜美 「DOLCE」(2008)
- Every Little Thing 「Door」(2008)
- SUEMITSU & THE SUEMITH
  - 「Shock on The Piano」(2008)
  - 「Best Angle for the Pianist」(2008)
- 玉木宏 「Bridge」(2008)
- 秋川雅史
  - 「千の風になって〜一期一会〜」(2008)
  - 「Fantasista〜翼をください〜」(2010)
  - 「You Raise Me Up」(2012)
- コトリンゴ 「Sweet Nest」(2008)
- RYTHEM
  - 「23」(2008)
  - 「リズム」(2010)
- 中孝介
  - 「絆歌」(2008)
  - 「うがみうた〜絆、その手に〜」(2010)
- 夏木マリ 「THE HIT PARADE」(2008)
- THE イナズマ戦隊 「俺たちの応援歌」(2009)
- 石井竜也 「CHANDELIER」(2009)
- ともさかりえ 「トリドリ。」(2009)
- チェン・ミン 「Chen Min」(2009)
- TATSUO SUNAGA Presents 「Club Jazz Digs Lupin The Third」(2010)
- 関ジャニ∞
  - 「8UPPERS」(2010)
  - 「FIGHT」(2011)
  - 「関ジャニズム」(2014)
- EGO-WRAPPIN' 「ないものねだりのデッドヒート」(2010)
- 金子飛鳥 「Still」(2012)
- 浜崎あゆみ 「LOVE CLASSICS」(2015)
- 秦基博
  - 「青の光景」(2015)
  - 「All Time Best ハタモトヒロ」(2017)
  - 「コペルニクス」(2019)
- 堀澤麻衣子 「Somewhere in The World」(2017)
- TEAM SHACHI 「TEAM SHACHI」(2019)
- BIGMAMA 「Roclassick -the Last-」(2019)
- テーマパークガール 「ティーンズリップクイーン」(2020)
- なにわ男子 「NANDE?!」(2022)

### テレビドラマ
- MAGISTER NEGI MAGI 魔法先生ネギま! (2007)
- 猟奇的な彼女 (2008)
- 冬のサクラ (2011)
- 犬を飼うということ (2011)
- 聖なる怪物たち (2012)
- ドクターX〜外科医・大門未知子〜 (2012)
- エイジハラスメント (2015)
- 遺産争族 (2015)
- M 愛すべき人がいて (2020)
- 七人の秘書 (2020)
- ゴジラ S.P (2021)
- 言霊荘 (2021)
- NICE FLIGHT! (2022)
- ザ・トラベルナース (2022)
- 単身花日 (2023)

### テレビアニメ
- MOONLIGHT MILE (2007)
- 荒川アンダー ザ ブリッジ (2010)
- ゆるゆり (2011)
- 弱虫ペダル (2013)
- アオハライド (2014)
- 干物妹!うまるちゃん (2015)
- orange (2016)
- いつだって僕らの恋は10センチだった。 (2017)

### 映画
- ドロップ (2009)
- 映画ドラえもん 新・のび太と鉄人兵団 〜はばたけ 天使たち〜 (2011)
- さや侍 (2011)
- 映画ドラえもん 新・のび太の大魔境 〜ペコと5人の探検隊〜 (2014)
- 映画ドラえもん のび太の宇宙英雄記 (2015)
- 劇場版 弱虫ペダル (2015)
- 映画ドラえもん 新・のび太の日本誕生 (2016)
- 映画ドラえもん のび太の南極カチコチ大冒険 (2017)
- ずっと前から好きでした。〜告白実行委員会〜 (2016)
- 好きになるその瞬間を。〜告白実行委員会〜 (2016)
- 男はつらいよ お帰り 寅さん (2019)
- LIP×LIP FILM×LIVE〜この世界の楽しみ方〜 (2020)
- 思い、思われ、ふり、ふられ (2020)

### ゲームサウンドトラック
- スーパーマリオ オデッセイ(2018)
- ゼルダの伝説 ブレス オブ ザ ワイルド(2018)
- ゼルダの伝説 夢をみる島(2020)
- あつまれ どうぶつの森(2021)
- ゼルダの伝説 ティアーズ オブ ザ キングダム(2024)